# سياوش

امتحان سياوش بالنار

سياوش هو شخصية رئيسية في ملحمة الشاهنامة للفردوسي الطوسي.
يعرف بـ «سياوش بن كيكاوس» وخلاصة قصته أنه قُتل غدراً على يد أحد أعداء الدولة الإيرانية. وقد أوجد الباحثون تشابها بين هذه القصة وقتل الإمام الحسين.